# Chororapithecus abyssinicus
Chororapithecus abyssinicus je druh vyhynulých hominidů, žijících ve svrchním miocénu (před 10 - 10,5 miliony let) na území dnešní Etiopie.
Jediný druh Chororapithecus abyssinicus byl nalezen teprve v roce 2006 a je dosud doložen pouze 9 izolovanými zuby (jeden špičák a osm stoliček) z jediné lokality Beticha na jihu Afarské pánve. Jméno je odvozeno z místa nálezu v geologické formaci Chorora v Etiopii, původně nazývané Habeš (Abyssinia).
Nalezené zuby byly přizpůsobené konzumaci tuhé vláknité potravy, například listů a stonků. Podle autorů popisu by se na základě velikosti a morfologie stoliček mohlo jednat o předka moderních goril. Dokladů je však zatím málo a většina odborníků je ohledně fylogeneze rodu Chororapithecus spíše skeptická. Může se jednat i o hominida, který nemá k současným gorilám žádný vztah, ale vyvinuly se u něj podobně utvářené zuby kvůli shodnému typu potravy. K potvrzení nebo vyvrácení příbuzenského vztahu ke gorilám budou nezbytné další nálezy.
Význam nálezu spočívá v tom, že se jedná o jednu z mála fosilií ze svrchního miocénu v Africe. Spolu s rody Nakalipithecus a Samburupithecus tak zaplňuje mezeru v paleontologickém záznamu z doby těsně předcházející vzniku homininů.
Nález by také mohl posunout předpokládané oddělení vývojové linie goril a homininů dál do minulosti. Dosud se předpokládalo oddělení těchto větví zhruba před 8 miliony let, ale v případě, že Chororapithecus patří ke gorilám, musely by se oddělit již před 11 miliony let.